# Luleå tekniska universitets byggnader på Porsön

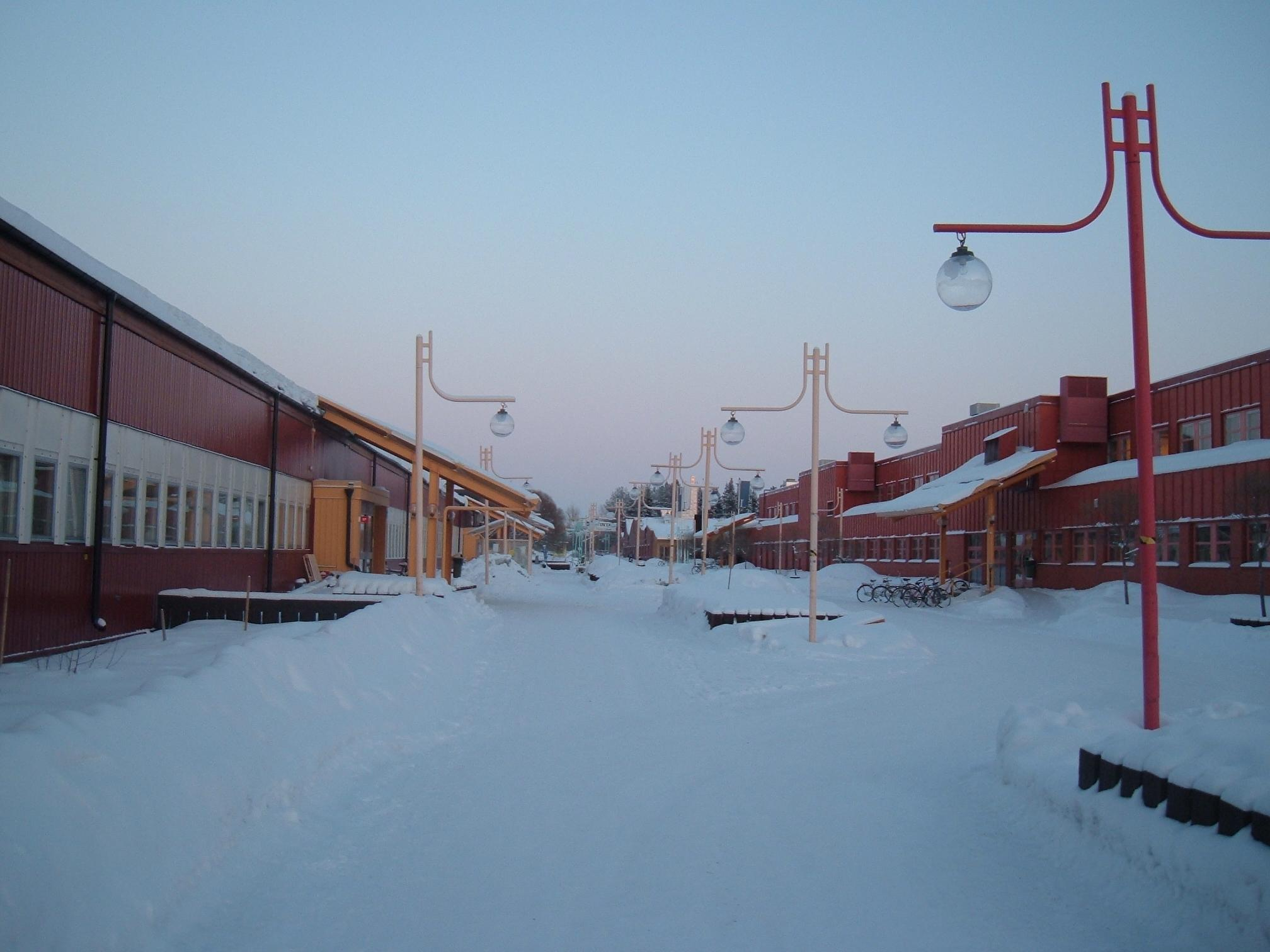
Regnbågsallén österut mellan D- och A-husen vintern 2006.

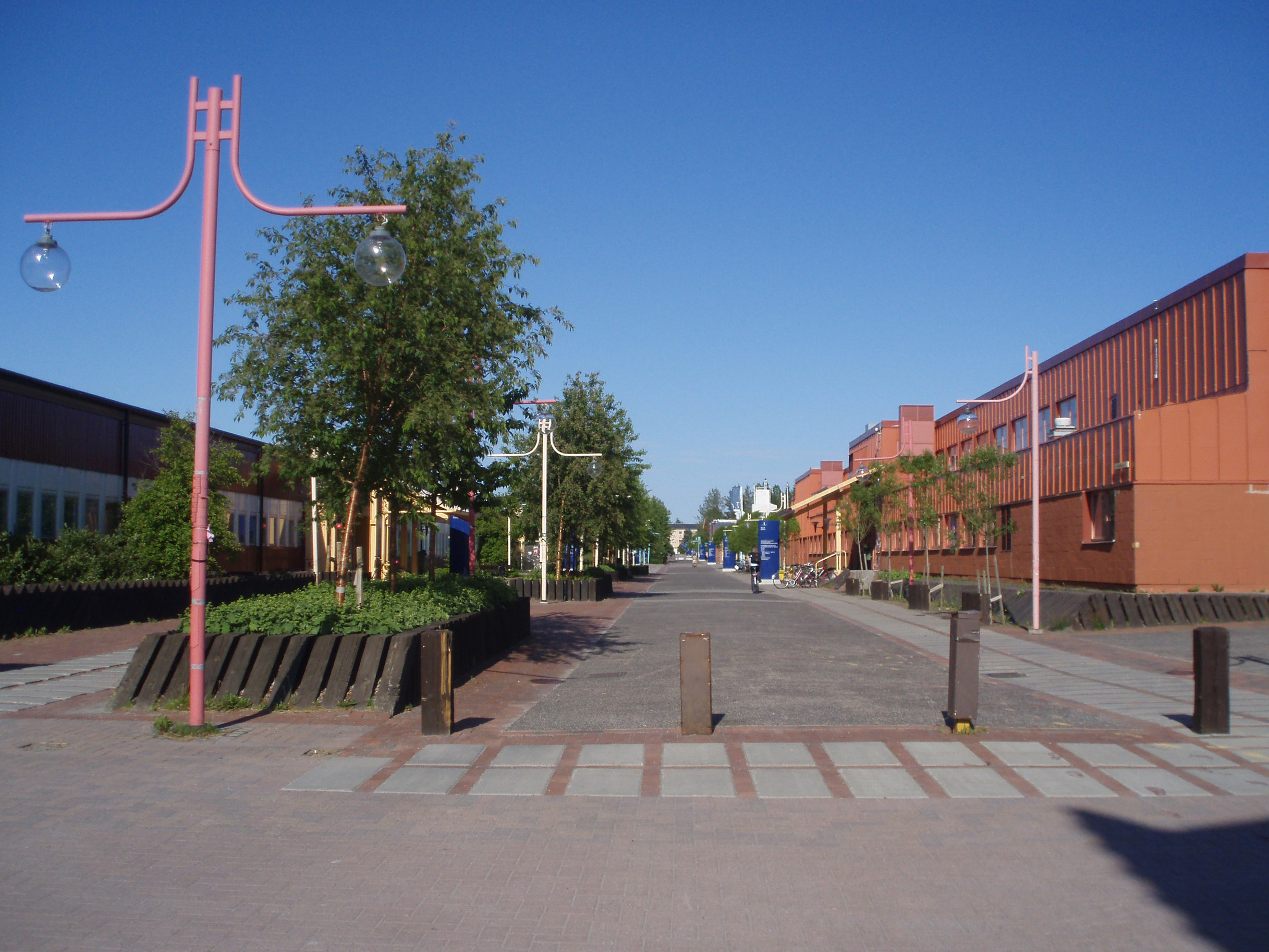
Regnbågsallén österut mellan D- och A-husen sommaren 2009.

Luleå tekniska universitet är beläget på Porsön i norra utkanten av Luleå. De sex huvudbyggnaderna ligger i en rätvinklig kvartersstruktur runt den centrala gågatan Regnbågsallén som leder mellan Porsö centrum i öster och Haparandavägen, en av Luleås norra utfarter, i väster. På andra sidan Haparandavägen ligger företagsbyn Aurorum Science Park. På södra sidan ligger parkområdet Porsöheden; ett rekreationsområde med discgolfbana och fågeldammen Pussen. Runt universitetet finns de flesta studentbostäderna, i huvudsak vid Porsö Centrum och längs Vänortsvägen invid Aurorum.

## Placering och grundläggande principer
När dåvarande Högskoleenheten i Luleå inrättades den 1 juli 1971 hade beslutet föregåtts av en livlig debatt om var i Luleå dess huvudbyggnader skulle uppföras. Det fanns redan en lärarhögskola i stadsdelen Östermalm där staten kunde tänka sig att expropriera mark. Eftersom man inte visste hur stor högskolan skulle bli, valde man att förlägga den på Porsön i norra utkanten av staden, ett område som då bara bestod av skog och jordbruksmark.
Efter dansk förebild skulle områdets byggnader uppföras i kvarter längs en central huvudaxel, liksom den nyligen uppförda Linköpings tekniska högskola, och inte runt ett centralt parkområde såsom Umeå universitet. Rutnätsstadens kvartersstruktur ansågs vara flexibel och medge att byggnadernas användning skulle kunna ändras och att området skulle se färdigt ut även under uppbyggnadstiden.
Området delades in i tio kvarter av vilka endast sex har kommit att utnyttjas för universitetet: ett har bebyggts med bostäder, ett med kontor och ett med ett fängelse. I gengäld har några byggnader uppförts utanför de ursprungliga kvarteren. Byggnaderna skulle ha kontor och undervisningslokaler närmast huvudgatan, större laboratorier i mitten och tunga laboratorier längst bak och byggnadernas bärande konstruktion skulle medge att våningsplan och väggar enkelt skulle kunna läggas till och tas bort allt eftersom behoven ändrades. Principen om att ha laboratorierna längst bak har sedermera frångåtts i och med de ombyggnader som C- och F-husen genomgick 2005–2006.

## Färg, form och trädgårdskonst
Fasaderna är till stor del utförda i färgad plåt från Plannja AB. Genom starka färger – rött, svart, orangegult och skärt – kombinerat med detaljer i blått, rött, gult och grönt, glittrande gatubelysning och rött marktegel skulle det ensliga läget och vintermörkret bekämpas.
Landskapsarkitekt LAR Sture Koinberg utformade en ambitiös plan för den yttre miljön. Planteringar med en mångfald av lokala växter och växter utifrån skulle försköna omgivningarna och innergårdarnas utformning skulle knyta an till byggnadernas verksamheter. Det nordliga läget till trots saknades dock, med några få undantag, vintergröna växter.

Byggnaderna på universitetet benämndes ursprungligen efter sin färg eller funktion: SGU-huset, Centrumhuset, Skära huset, Röda huset, Svarta huset och Gula huset. Först i slutet av 1990-talet började man kalla byggnaderna för A-huset, B-huset, C-huset, D-huset, E-huset respektive F-huset.

## Regnbågsallén
Regnbågsallén är gågatan som kopplar ihop hela campusområdet. Under hösten 2018 bestämde sig fastighetsskötaren Akademiska Hus för att investera 50 miljoner kronor till att förbättra utomhusmiljöerna på campus. Den 21 oktober 2019 publicerade universitetet inspirationsbilder på planen för den nya Regnbågsallén. Arbetet påbörjades vintern 2021 och renovationen stod klar hösten samma år. Under sommaren och hösten 2022 gjordes justeringar på fundamentet till bron som går över Porsövägen. I samband med denna justering byttes även den gamla plattläggningen i det intilliggande Porsö centrum, till att ha samma stil som den på Regnbågsallén.

## A-huset
1977 stod A-huset färdigt och 1992 invigdes Alfahuset som kopplades ihop med A-huset via inglasade kulvertar.

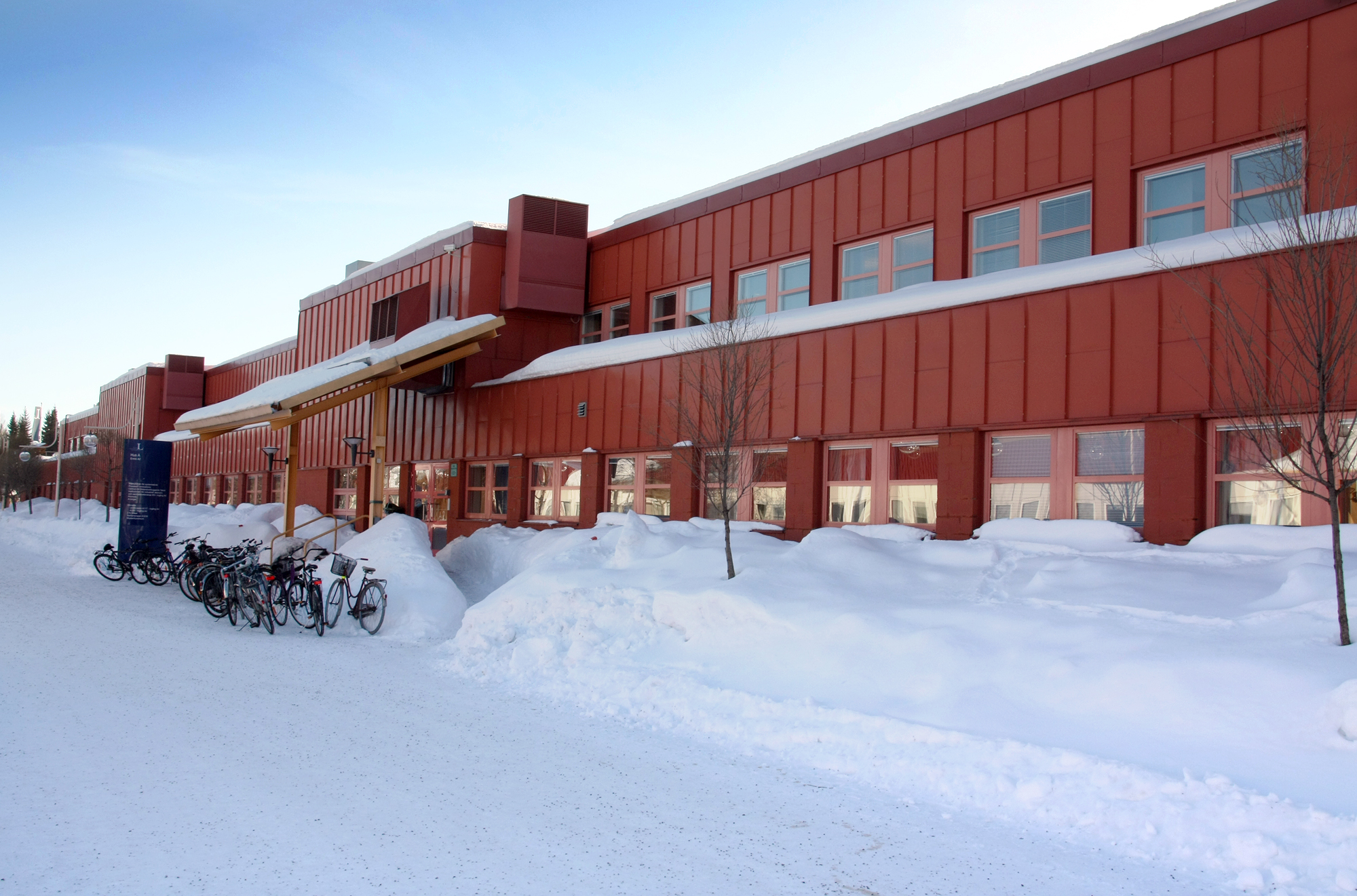
A-huset innan ombyggnationen sommaren 2015.

## B-huset
1978 invigdes B-huset som då kallades för Centrumhuset. 1984 fick B-huset en ny flygel. 1994 invigs biblioteket i B-huset.

### Biblioteket
I B-huset ligger universitetets bibliotek. I biblioteket finns flera studieplatser. En renovering inleddes efter att taket gett vika under den mycket snörika vintern 2018. Universitetet införde en temporär lösning på problemet genom att etablera studieplatser på andra ställen inom campus. Planen var att den vanliga verksamheten skulle kunna återgå 2019, men det dröjde till våren 2020 innan de renoverade lokalerna kunde invigas.

### B-fiket
I B-huset ligger ett Fik.

### Servicepoint
I B-huset ligger servicepoint, dit studenter kan gå för hjälp med administrativa problem.

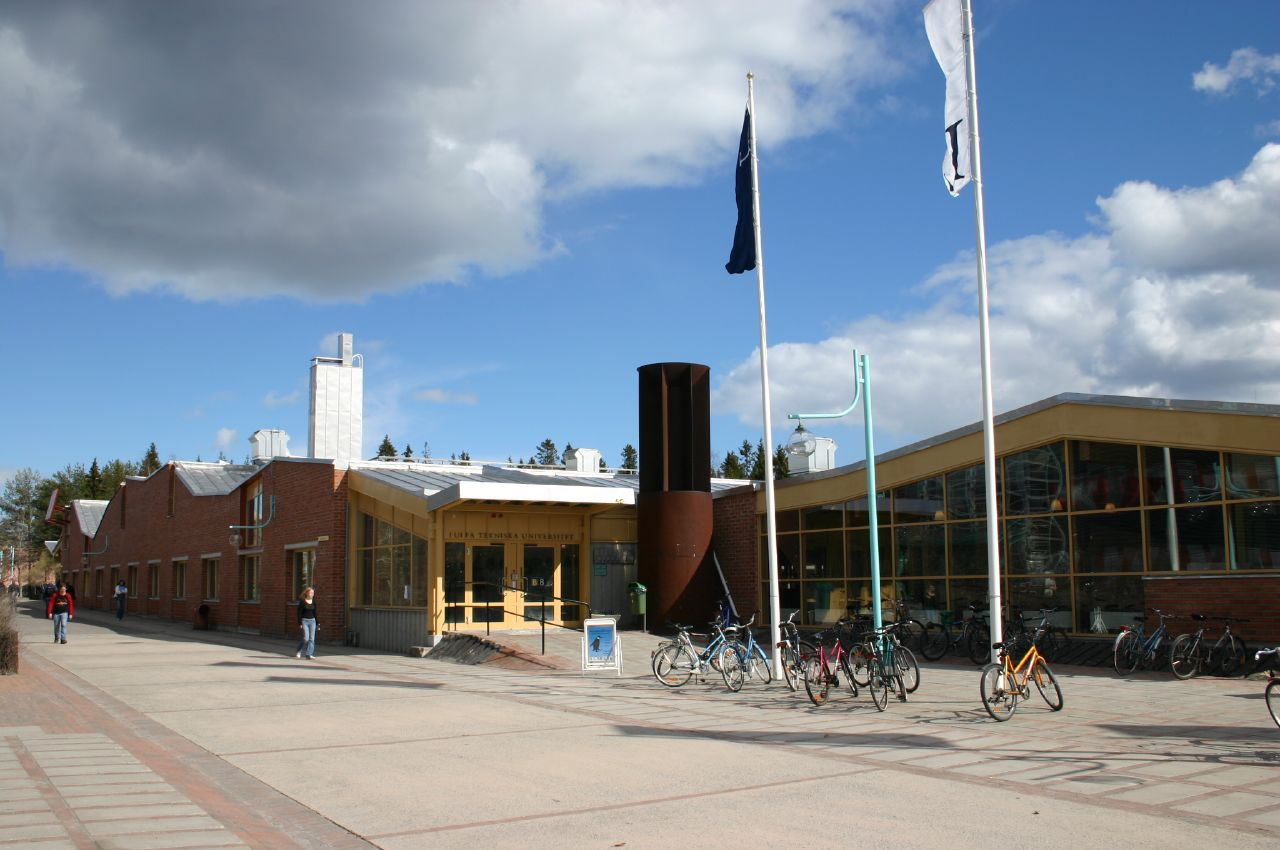
B-huset med Centrumrestaurangen till höger

## C-huset
1975 stod C-huset färdigt.

### STUK
I C-huset ligger nattklubben och restaurangen STUK.

### STiL
I C-huset har STiL sina lokaler med tillhörande gym.

## D-huset (Röda huset)
D-huset är den äldsta byggnaden på universitetet. När de första 50 studenterna på civilingenjörsutbildningen i maskinteknik anlände i september 1971 var det till D-huset, som då bestod av de tre tvärkorridorerna som i dag ligger mellan ingångarna D1 och D3.
Byggnadens äldre delar är uppförda i ett plan med källare och inrymde undervisningslokaler och kontor för lärar- och sjuksköterskeutbildningarna. I källaren fanns förråd och några lokaler för studentföreningar, till exempel Lulespexet. Men efter att det uppdagats att D-huset hade hälsofarliga mögelproblem flyttades all aktivitet ut ur huset.

### Rivning
D-huset håller på att rivas sedan 2015. Mögel och asbest har saktat ned rivningsarbetet.

### Aula Aurora

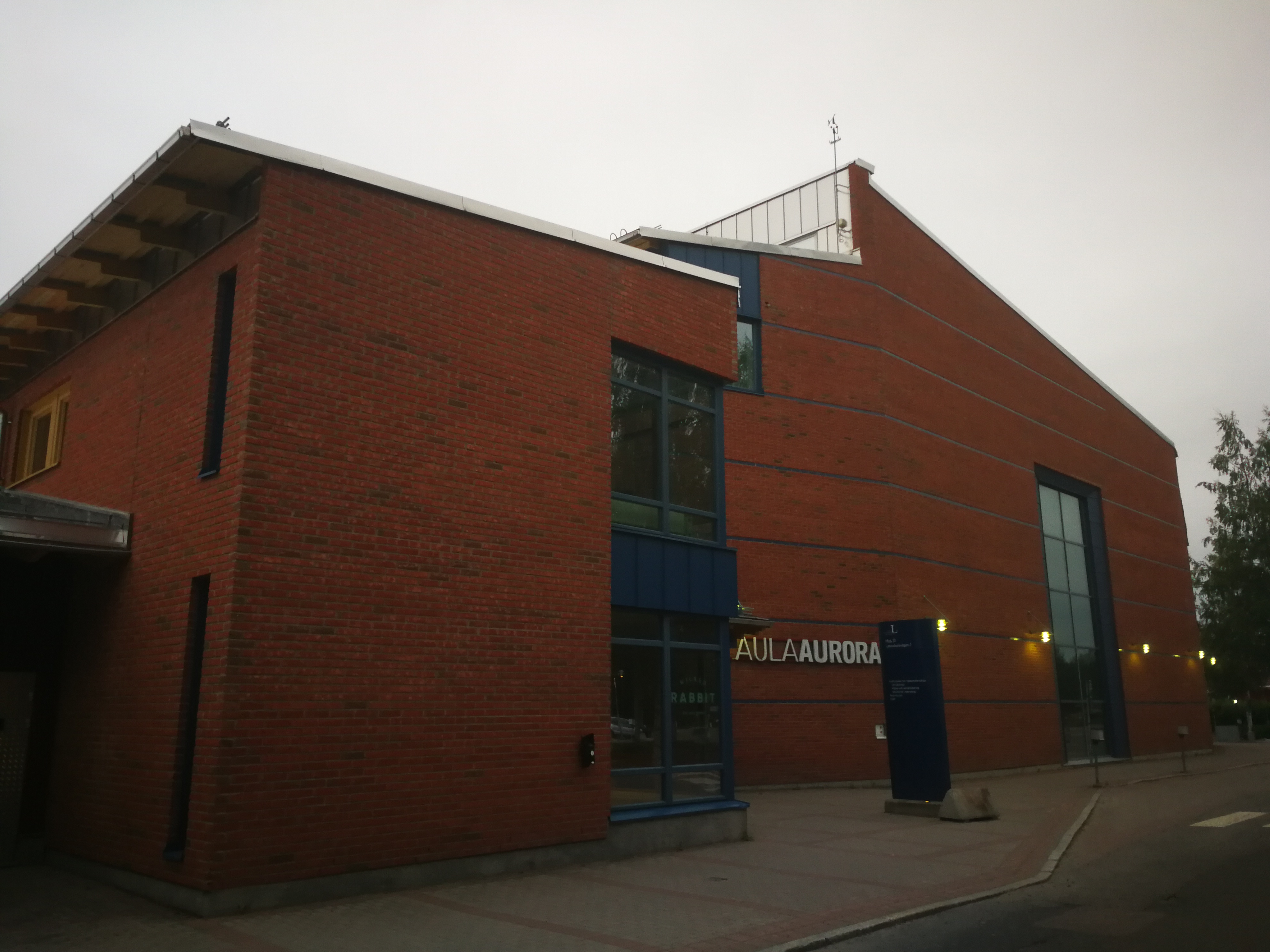
Universitetets Aula – Aula Aurora.

Aula Aurora är en aula och konserthus. Salen rymmer mellan 360 och 500 åhörare och är bland annat utrustad med en konsertflygel från Steinway & Sons. I anslutning till aulan finns ett kafé (Aurorafiket) och flera salar för musik- och teaterrepetitioner.
Aula Aurora ingick i den stora utbyggnaden av D-huset med nya lokaler för lärarutbildningen och invigdes av dåvarande kulturministern Marita Ulvskog den 27 februari 1999. Kostnaderna för att bygga aulan finansierades med anslag från Wallenbergstiftelserna. Aula Aurora är hemmascen för Lulespexet och var innan Kulturens hus inne i Luleå stod färdigt år 2007 hemmascen för Luleå orkesterförening.

## E-huset
1974 stod större delen av E-huset färdigbyggt.

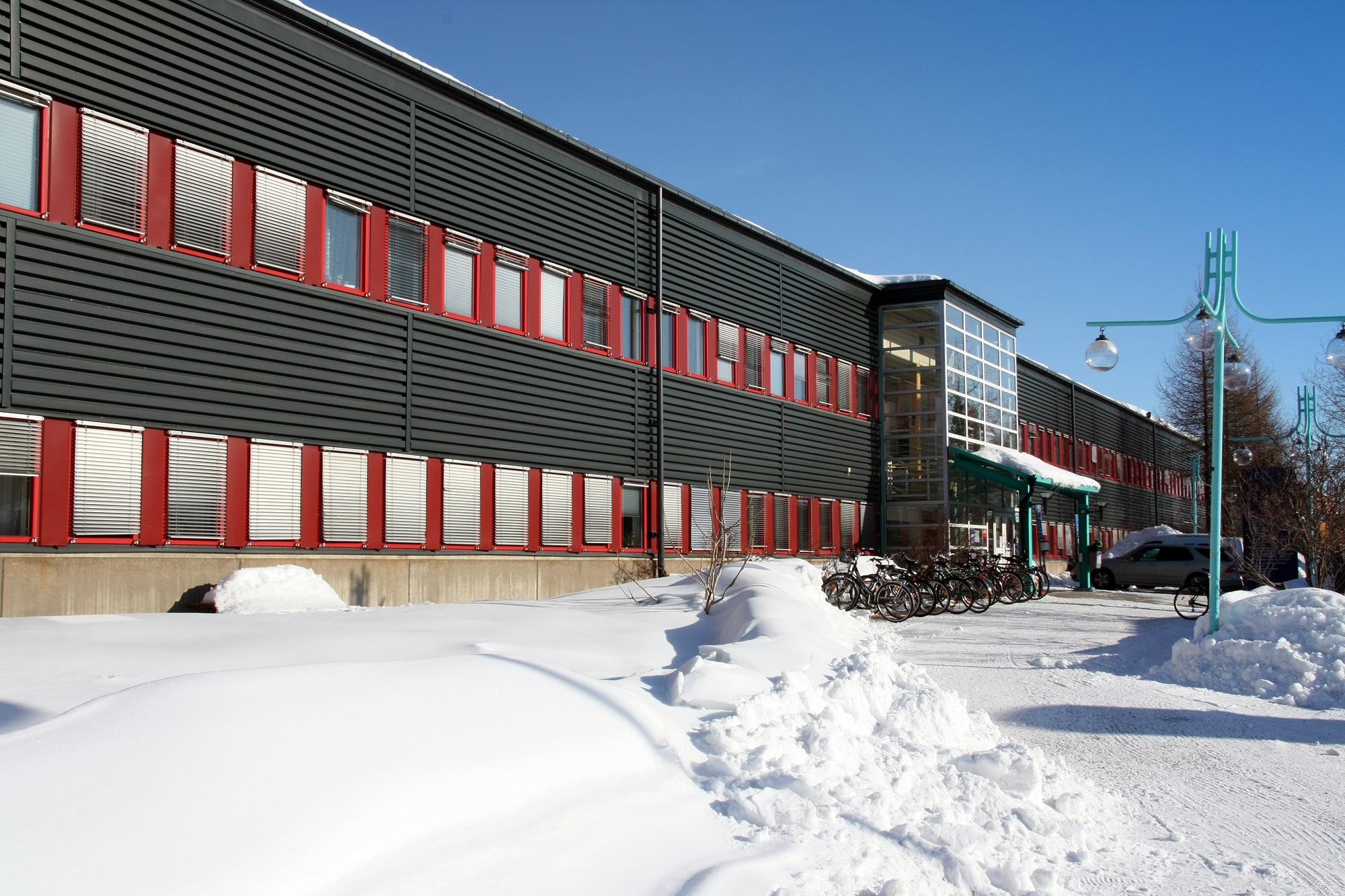
En av E-husets ingångar mot regnbågsallén vintern 2010.

## F-huset
1973 påbörjades bygget och 1975 stod F-huset färdigt. 1984 tillkom en flygel för att husera utbildningar inom arbetsvetenskap, industriell ekonomi, samhällsbyggnadsteknik, samhällsvetenskap samt YTH.

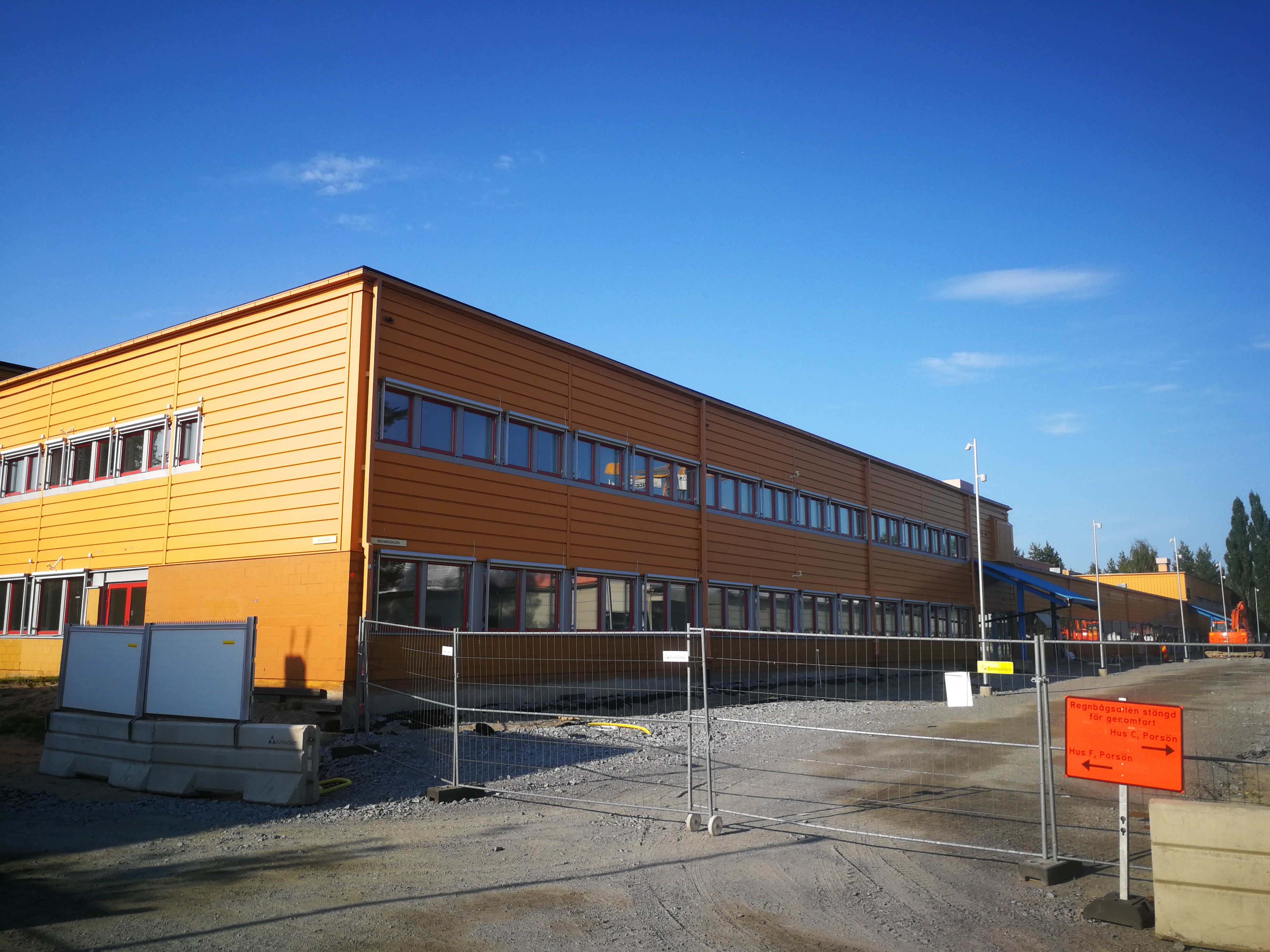
F-huset under om byggnationen av regnbågsallén sommaren 2021.

## Studenternas hus

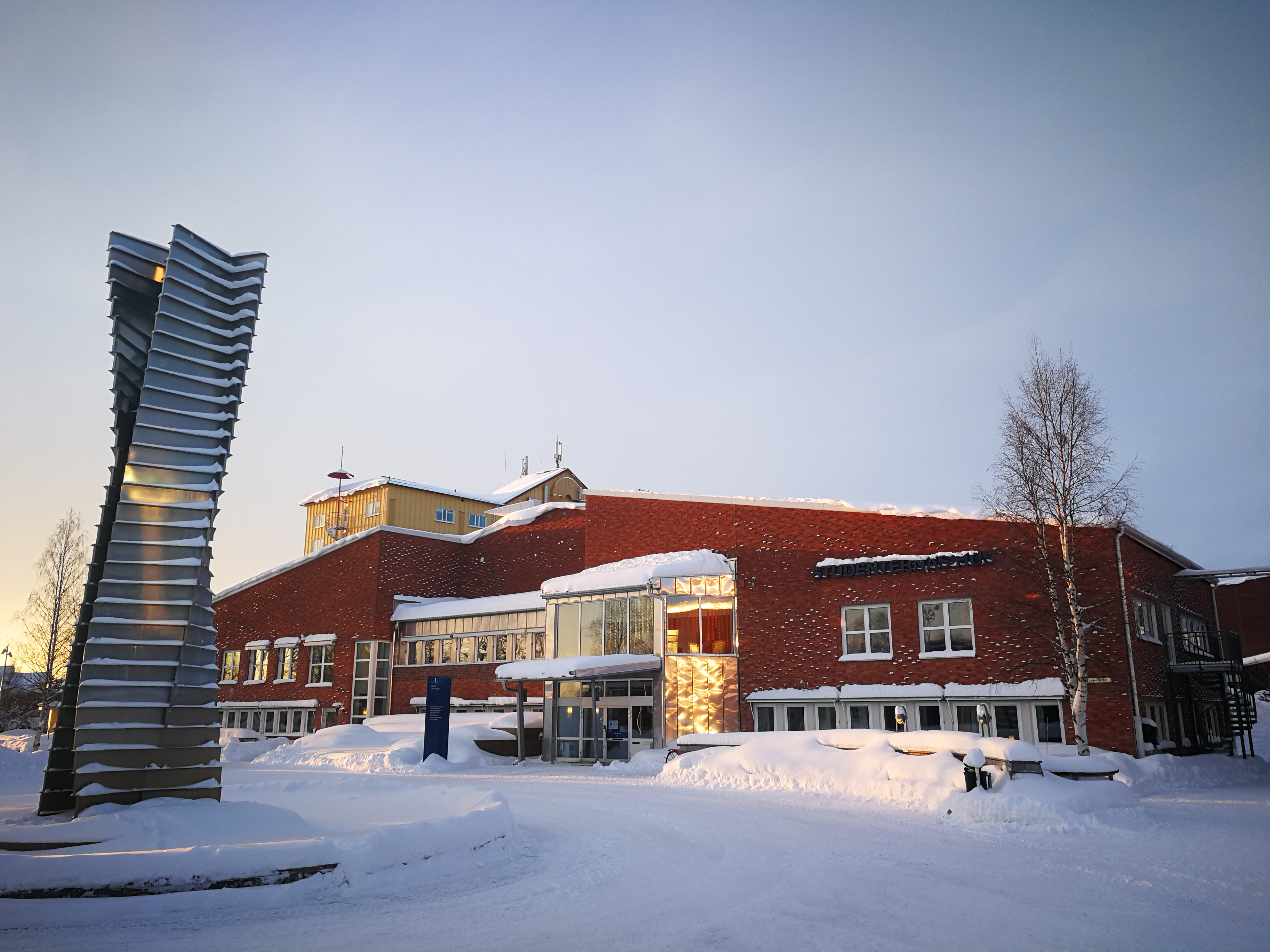
Studenternas hus i februari 2022. I förgrunden ses skulpturen mänsklig byggnad.

1987 invigdes Centekhuset som 2019 kom att bli studenternas hus. Sedan 2020 ligger sektionslokaler och kårkansliet i studenternas hus.

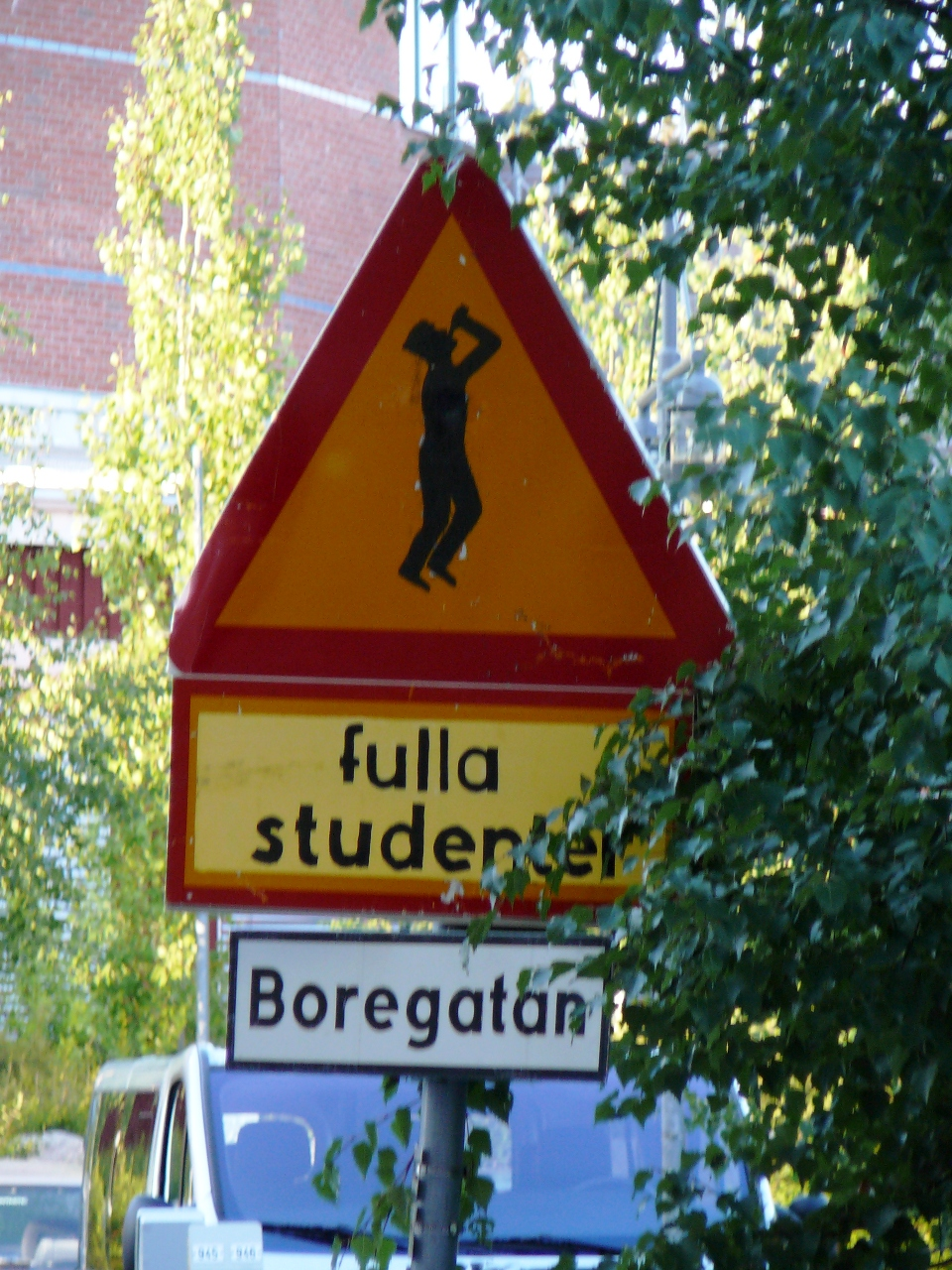
Modifierad vägskylt utanför Kårhuset. Aula Aurora i bakgrunden.

## Wibergsgården

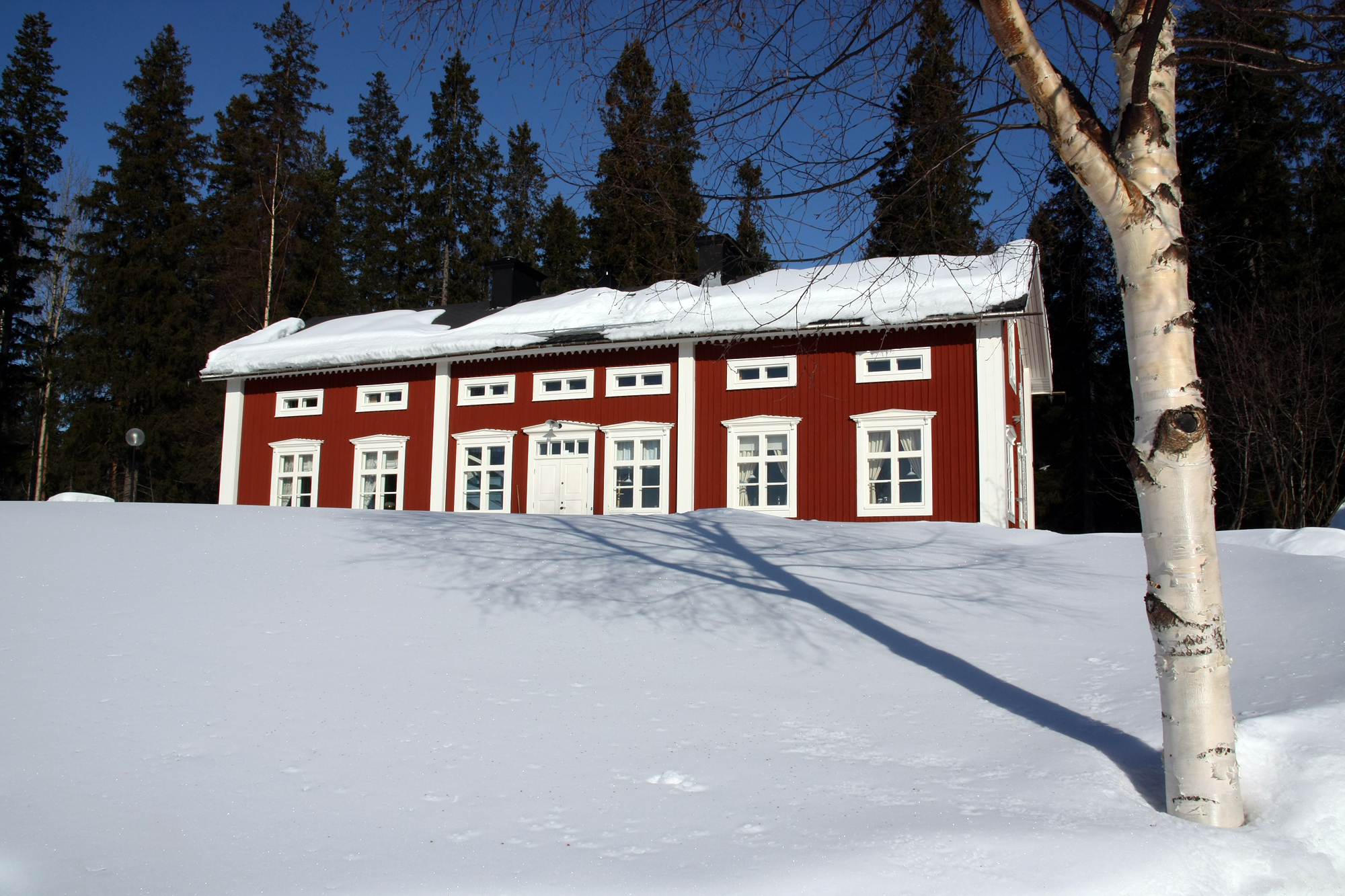
Wibergsgården som används till representation.

Wibergsgården skänktes till högskolan 1992 av Caesar Wiberg och används till representation. Den ligger norr om de större husen.